# Indian Open 1975
L'Indian Open 1975 è stato un torneo di tennis giocato sulla terra rossa. È stata la 3ª edizione dell'Indian Open, che fa parte del Commercial Union Assurance Grand Prix 1975. Il torneo si è giocato a Bangalore in India, dal 17 novembre al 23 novembre 1975.

## Campioni

### Singolare maschile
Vijay Amritraj ha battuto in finale  Manuel Orantes con il punteggio di 7–5, 6–3

### Doppio maschile
Juan Gisbert /  Manuel Orantes hanno battuto in finale  Anand Amritraj /  Vijay Amritraj con il punteggio di 1–6, 6–4, 6–3